# 日本の戦後補償条約一覧
日本の戦後補償条約一覧（にほんのせんごほしょうじょうやくいちらん）は、日本の第二次世界大戦後の補償条約についての一覧を示す。

## 一覧
- 条約名（署名年月日／発効年月日）。賠償額[1]。

1. 日本国との平和条約（サン・フランシスコ平和条約）（1951年9月8日／1952年4月28日）。
2. 中華民国との平和条約／議定書／交換公文（1952年4月28日／同年8月5日／日中国交正常化に伴い終了）。
3. インドとの平和条約（1952年6月9日／1952年8月27日）。
4. フィリピン領海における沈没船舶の調査に関する交換公文（1953年1月24日）。
5. フィリピンとの沈没船舶引揚に関する中間賠償協定 （1953年3月12日／1953年10月29日）。
6. インドネシアとの沈没船舶引揚に関する中間賠償協定（1953年12月16日／発効せず）。
7. ビルマとの平和条約（1954年11月5日／1955年4月16日）。
8. ビルマとの賠償・経済協力協定／ 同交換公文（同／同）。賠償20,000万ドル（720億円）。借款5,000万ドル（180億円）[2]。
9. スイスとの請求権解決に関する取極（1955年1月21日／1955年3月26日）。無償供与1225万フラン。在スイス資産242万フラン強。
10. 平和条約第16条義務履行に関する交換公文（1955年5月18日／即日発効）。450万ポンド（45億円）。
11. タイとの特別円協定（1955年7月9日／1955年8月5日）。清算金54億円[3]。無償供与96億円[4]。
12. グレート・ノーザン・テレグラフ社（デンマーク）請求権解決取極（1955年9月20日／即日発効）。
13. オランダとの私的請求権解決に関する議定書（1956年3月13日／1956年6月1日）。損害賠償請求権1000万ドル（36億円）。
14. フィリピンとの賠償協定（1956年5月9日／1956年7月23日）。賠償55,000ドル（1980億円）[5]。
15. 同5千万ドル分に関する交換公文（同／同）。
16. フィリピンとの経済開発借款取極（同／同）。借款25,000万ドル（900億円）[6]。
17. 日本国とソヴィエト社会主義共和国連邦との共同宣言（1956年10月19日／1956年12月12日）。
18. スペインとの請求権解決に関する取極（1957年1月8日／即日発効）。無償供与550万ドル。
19. ポーランドとの国交回復協定（1957年2月8日／1957年5月18日）。
20. チェッコスロヴァキアとの国交回復議定書（1957年2月13日／1957年5月8日）。
21. フランスとの特別円議定書（1957年3月27日／即日発効）。無償供与15億円＆479,651ドル[7]。
22. スウェーデンとの請求権解決に関する取極（1957年9月20日／1958年5月2日）。無償供与725万クラウン。
23. インドネシアとの平和条約（1958年1月20日／1958年4月15日）。
24. インドネシアとの賠償協定（同／同）。賠償23,308万ドル（803億880万円）[8]。
25. 同沈没船舶引揚中間賠償協定の廃棄に関する交換公文 （同／同）。
26. インドネシアとの旧清算勘定等残高処理に関する議定書（同／同）。無償供与17,691万ドル（636億8760万円）[9]。
27. インドネシアとの経済開発借款取極（同／同）。借款40,000万ドル（1440億円）[10]。
28. ラオスとの経済・技術協力協定（1958年10月15日／1959年1月23日）[11]。
29. カンボジアとの経済・技術協力協定（1959年3月2日／1959年7月6日）。賠償15億円[12]。
30. ベトナムとの賠償協定（1959年5月13日／1960年1月12日）。賠償3,900万ドル（140億4000万円）[13]。
31. ベトナムとの借款協定（同／同）。借款750万ドル（27億円）[14]。
32. ベトナムとの経済開発借款取極（同／同）。借款910万ドル（32億円7600万円）[15]。
33. デンマークとの請求権解決に関する取極（1959年5月25日／即日発効）。無償供与117万5000ドル。
34. イタリア為替局（イタリア）との特別円取極（1959年8月4日／即日発効）。
35. 英国との請求権解決に関する取極／交換公文（1960年10月7日／即日発効）。無償供与50万ポンド。
36. カナダとの請求権解決に関する取極（1961年9月5日／即日発効）。無償供与17,500ドル。
37. タイの特別円協定改訂協定（1962年1月31日／1962年5月9日）。
38. ビルマとの経済・技術協力協定（1963年3月29日／1953年10月25日）。無償供与14,000万ドル（504億円）[16]。
39. ビルマとの賠償再検討要求に関する議定書（同／同）。
40. ビルマとの経済開発借款取極 （同／同）。借款3,000万ドル（108億円）[17]。
41. インドとの請求権解決に関する取極（1963年12月14日／即日発効）。無償供与900万円。
42. 財産及び請求権に関する問題の解決並びに経済協力に関する日本国と大韓民国との間の協定（1965年6月22日／1965年12月18日）。無償供与3億ドル（1080億円）。借款2億ドル（720億円）[18]。
43. 韓国との民間信用供与に関する交換公文（同／同）。民間借款3億ドル超[19]。
44. ギリシャとの請求権解決に関する取極（1966年9月20日／即日発効）。無償供与161,763ドル。
45. オーストリアとの請求権解決に関する取極（1966年11月29日／即日発効）。無償供与16,700ドル。
46. マレイシアとの1967年9月21日の協定（1967年9月21日／1958年5月7日）。無償供与2500万マレイシア・ドル（29億4000万3000円）[20]。
47. シンガポールとの1967年9月21日の協定（1967年9月21日／1968年5月7日）。無償供与2500万シンガポール・ドル（29億4000万3000円）[21]。
48. 米国とのミクロネシア協定（1969年4月18日／1969年7月7日）。無償供与500万ドル（18億円）。
49. イタリアとの請求権解決に関する取極（1972年7月18／即日発効）。無償供与120万ドル。
50. 中華人民共和国との共同声明（1972年9月29日 条約ではない）。
51. 北ベトナムとの経済の復興と発展のための贈与取極（1975年10月11日／即日発効）。無償供与85億円[22]。
52. ベトナムとの経済復興と発展のための贈与取極（1976年9月14日／即日発効）。無償供与50億円[22]。
53. モンゴルとの経済協力協定（1977年3月17日／1977年8月25日）。贈与50億円。
54. アルゼンティンとの請求権解決に関する取極（1977年6月10日／即日発効）。無償供与27万ドル。

## 注（出典）
1. ↑  戦後補償問題ー総論（1）（国会図書館外交防衛課. 調査と情報. 第228号. Oct. 15, 1993. pp. 7-10）; 戦後補償問題ー総論（2）（国会図書館外交防衛課. 調査と情報. 第229号. Nov. 2, 1993. pp. 2-12）
2. ↑  データベース『世界と日本』、日本国とビルマ連邦との間の賠償及び経済協力に関する協定全文。
3. ↑  データベース『世界と日本』、日・タイ特別円協定全文。
4. ↑  データベース『世界と日本』、特別円問題の解決に関する日本国とタイとの間の協定のある規定に代わる協定全文。
5. ↑  データベース『世界と日本』、日比賠償協定全文。
6. ↑  データベース『世界と日本』、日比賠償協定、経済開発借款に関する交換公文全文。
7. ↑  JAPAN AND FRANCE: Protocol concerning settlement of the question of the accounts established at the Yokohama Specie Bank in the name of the Banque de l'Indochine (United Nations Treaty Collection).
8. ↑  データベース『世界と日本』、日本国とインドネシア共和国との間の賠償協定全文。
9. ↑  データベース『世界と日本』、旧清算勘定その他の諸勘定の残高に関する請求権の処理に関する日本国政府とインドネシア共和国政府との間の議定書全文。
10. ↑  データベース『世界と日本』、経済開発借款に関する日本国政府とインドネシア共和国政府との間の交換公文全文。
11. ↑  データベース『世界と日本』、日本国とラオスとの間の經済及び技術協力協定全文。
12. ↑  データベース『世界と日本』、カンボジアに対する無償経済協力供与完了について全文。
13. ↑  データベース『世界と日本』、日本国とヴィエトナム共和国との間の賠償協定全文。
14. ↑  データベース『世界と日本』、日本国とヴィエトナム共和国との間の借款に関する協定全文。
15. ↑  データベース『世界と日本』、経済開発借款に関する日本国政府とヴィエトナム共和国政府との間の交換公文全文。
16. ↑  データベース『世界と日本』、日本国とビルマ連邦との間の経済及び技術協力に関する協定全文。
17. ↑  データベース『世界と日本』、日本国とビルマ連邦との間の経済及び技術協力に関する協定、経済開発借款に関する交換公文全文。
18. ↑  データベース『世界と日本』、日韓請求権並びに経済協力協定全文。
19. ↑  データベース『世界と日本』、日韓請求権並びに経済協力協定，商業上の民間信用供与に関する交換公文全文。
20. ↑  データベース『世界と日本』、マレーシアとの「血債」協定全文。
21. ↑  データベース『世界と日本』、シンガポールとの「血債」協定全文。
22. 1 2  データベース『世界と日本』、ベトナムの復興発展のための贈与に関する記事資料全文。